# آلان دبليو. إكرت
آلان دبليو. إكرت (بالإنجليزية: Allan W. Eckert)‏ (30 يناير 1931، بوفالو في الولايات المتحدة - 7 يوليو 2011، كورونا في الولايات المتحدة)؛ كاتِب مُتخصِّص في أدب الأطفال، مؤرخ وروائي أمريكي.

## روابط خارجية
- آلان دبليو. إكرت على موقع IMDb (الإنجليزية)